# Diego Benítez
Diego Fernando Benítez Quintana (Rosario, Colonia del Sacramento, Uruguay, 23 de enero de 1988) es un futbolista uruguayo. Juega como interior izquierdo y su equipo actual es el Alianza F.C. El Salvador.

## Trayectoria
Comenzó su carrera en Plaza Colonia. En el 2009 emigró a Rumania para jugar por Dinamo Bucaresti.
En 2010 volvió al equipo albivioleta y completó el año de nuevo en Plaza Colonia. A mediados de 2011 fichó por el Técnico Universitario, equipo con el que consiguió su primer título en la Serie B. Luego permaneció en la misma categoría para jugar por Universidad Católica, volvió a campeonar y luego colaboró para la clasificación a la Copa Sudamericana 2014, además de clasificar a la Copa Sudamericana 2015. Tras anotar 14 goles en la Serie A con camiseta celeste, en julio último se sumó a Deportivo Municipal. A pesar de que solo jugó 6 meses en Deportivo Municipal, anotó goles importantes para ayudar a su club a clasificar a la Copa Sudamericana 2016
Marcó el gol histórico que dio la primera clasificación a Copa Libertadores 2018 al Macará en el partido frente a Barcelona jugado el 9 de diciembre de 2017 en el Estadio Monumental. Jugó la Copa Libertadores 2018, enfrentándose a Deportivo Táchira, siendo eliminado en primera ronda.

## Clubes
| Club                       | País        | Año         |
| -------------------------- | ----------- | ----------- |
| Plaza Colonia              | Uruguay     | 2008        |
| Defensor Sporting          | Uruguay     | 2009        |
| Dinamo Bucureşti           | Rumania     | 2009        |
| Plaza Colonia              | Uruguay     | 2010        |
| Técnico Universitario      | Ecuador     | 2011        |
| Universidad Católica       | Ecuador     | 2012 - 2015 |
| Deportivo Municipal        | Perú        | 2015        |
| Aucas                      | Ecuador     | 2016        |
| Cafetaleros de Tapachula   | México      | 2016        |
| Macará                     | Ecuador     | 2017        |
| Rampla Juniors Fútbol Club | Uruguay     | 2018        |
| Miramar Misiones.          | Uruguay     | 2018        |
| Alianza F.C.               | El Salvador | 2019        |
| Manta Fútbol Club.         | Ecuador     | 2020        |

## Palmarés

### Campeonatos nacionales
| Título  | Club                  | País    | Año  |
| ------- | --------------------- | ------- | ---- |
| Serie B | Técnico Universitario | Ecuador | 2011 |
| Serie B | Universidad Católica  | Ecuador | 2012 |